# Drupadia torquata
Drupadia torquata är en fjärilsart som beskrevs av Cowan 1974. Drupadia torquata ingår i släktet Drupadia och familjen juvelvingar. Inga underarter finns listade i Catalogue of Life.